# The Son-Daughter
The Son-Daughter é um drama americano pré-Código de 1932 dirigido por Clarence Brown e escrito por John F. Goodrich, Claudine West e Leon Gordon, adaptado da peça homônima de David Belasco. O filme é estrelado por Helen Hayes, Ramon Novarro, Lewis Stone, Warner Oland e Ralph Morgan. O filme foi lançado em 23 de dezembro de 1932, pela Metro-Goldwyn-Mayer.

## Elenco
- Helen Hayes como Lien Wha
- Ramon Novarro como Tom Lee
- Lewis Stone como Dr. Dong Tong
- Warner Oland como Fen Sha
- Ralph Morgan como Fang Fou Hy
- Louise Closser Hale como Toy Yah
- H. B. Warner como Sin Kai

## Enredo
Um grande grupo de imigrantes chineses em São Francisco está doando clandestinamente o dinheiro que ganham para contrabandear armas para a China para os rebeldes em sua luta contra os seculares opressores imperiais da Manchúria. O segredo de sua missão é esconder suas identidades de qualquer um que apoie o regime imperial. Um dos imigrantes que apoiam os rebeldes é o Dr. Dong Tong (Lewis Stone). Seu único filho, o recatado Lien Wha (Helen Hayes), que também apoia a causa, está apaixonado pelo pobre estudante universitário, Tom Lee, os dois que, após se conhecerem formalmente, querem se casar, o que o Dr. Tong apoia. No entanto, o Dr. Tong descobre que os apoiadores rebeldes estão com falta de US $ 100.000 para o último carregamento de armas e estão pedindo aos quatro homens do grupo com filhas elegíveis que doem US $ 25.000 cada. esse dinheiro seria arrecadado vendendo suas filhas em casamento a um comprador rico. Dr. Tong é um dos quatro, Lien Wha a filha a ser vendida. Simultaneamente, o Dr. Tong descobre a verdadeira identidade de Tom Lee (Ramon Novarro) como filho de um dos líderes mais importantes do movimento rebelde na China. A resposta do Dr. Tong ao pedido não só ameaça os planos de casamento e a felicidade de Tom e Lien Wha, mas também o envio de armas e todas as suas vidas.

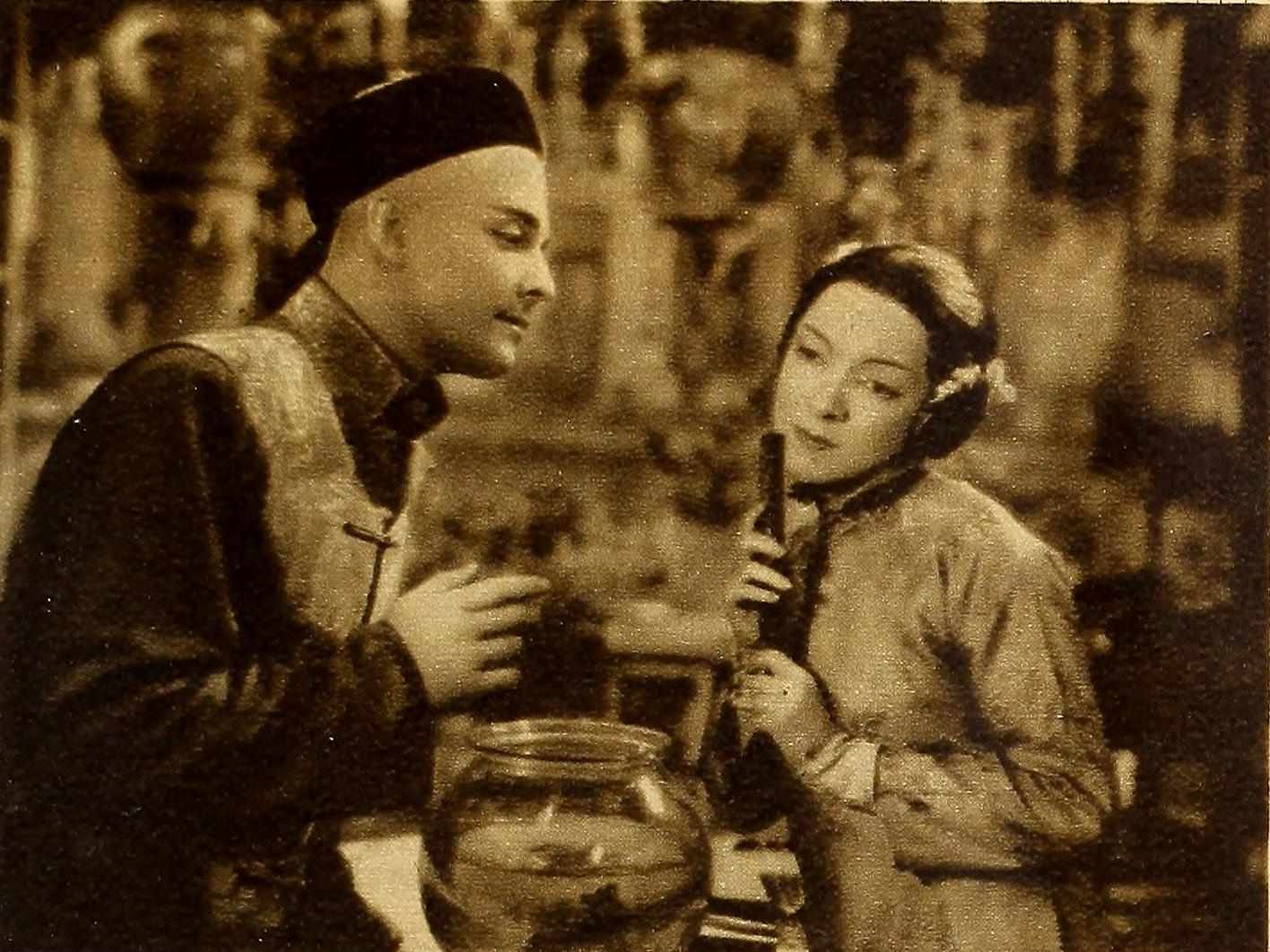
Ramon Novarro e Helen Hayes em The Son-Daughter

## Recepção
"Navarro recebeu poucas boas notícias quando o filme estreou em 23 de dezembro de 1932. O filme em si recebeu críticas esmagadoramente negativas."